# Andreas Matt
Andreas Matt, född den 19 oktober 1982 i Zams, Österrike, är en österrikisk freestyleåkare.
Han tog OS-silver i herrarnas skicross i samband med de olympiska freestyletävlingarna 2010 i Vancouver.
Han är yngre bror till alpina skidåkaren Mario Matt.